# Deutsch (Familienname)
Deutsch ist ein deutscher Familienname.

## Herkunft und Bedeutung
Deutsch ist ein Stammesname zu deutsch.

## Namensträger

### A
- Abraham Deutsch (1902–1992), Elsässer Rabbiner
- Adam Deutsch (1907–1976), deutscher Mediziner
- Adolf Deutsch (1867–1943), österreichischer Amtsarzt, Freimaurerforscher und Mitglied der Wiener Psychoanalytischen Vereinigung
- Adolph Deutsch (1897–1980), amerikanisch-britischer Komponist
- Aladár Deutsch (1871–1949), tschechoslowakischer Rabbiner
- Alcuin Deutsch (1877–1951), Abt der St. John’s Abbey in Collegeville, Minnesota
- Alex Deutsch (KZ-Häftling) (1913–2011), deutscher Holocaust-Überlebender
- Alex Deutsch (Musiker) (* 1959), österreichischer Musiker
- Alexander Hatvany-Deutsch (1852–1913), österreichisch-ungarischer Unternehmer und Funktionär
- Alfred Deutsch-German (1870–1943), österreichischer Journalist, Schriftsteller, Drehbuchautor und Regisseur
- André Deutsch (1917–2000), englischer Verleger ungarischer Herkunft
- Andreas Deutsch (* 1970), deutscher Rechtswissenschaftler
- Armelle Deutsch (* 1979), französische Schauspielerin
- Armin Joseph Deutsch (1918–1969), US-amerikanischer Astronom
- Arnold Deutsch (1903/1904–1942?), österreichischer Chemiker und Nachrichtendienstler

### B
- Babette Deutsch (1895–1982), US-amerikanische Schriftstellerin, Übersetzerin und Literaturkritikerin
- Bernd Richard Deutsch (* 1977), österreichischer Komponist
- Bernhard Deutsch (* 1959), deutscher Kunstautomatenbauer und Performancekünstler
- Berti Deutsch (1919–1982), deutsche Schauspielerin

### C
- Charles Deutsch (1911–1980), französischer Autorennfahrer und Automobilkonstrukteur
- Christian Deutsch (Politiker) (* 1962), österreichischer Politiker (SPÖ)
- Christian Friedrich von Deutsch (1768–1843), deutscher Mediziner und Hochschullehrer

### D
- Danica Deutsch (1890–1976), austroamerikanische Psychologin und Pädagogin
- David Deutsch (Künstler) (* 1943), US-amerikanischer Künstler
- David Deutsch (Physiker) (* 1953), israelisch-britischer Physiker
- David Deutsch (Rabbiner) (1810–1873), schlesischer Rabbiner
- Diana Deutsch (* 1938), englisch-US-amerikanische Musikpsychologin
- Donny Deutsch (* 1957), US-amerikanischer Unternehmer und Fernsehmoderator
- Dorette Deutsch (* 1953), deutsche Autorin und Hörfunkjournalistin

### E
- Edwin Deutsch (* 1945), österreichischer Mathematiker und Ökonometriker
- Emanuel Oskar Deutsch (1831–1872), deutscher Orientalist
- Émile Deutsch de la Meurthe (1847–1924), französischer Industrieller
- Erich Deutsch (1899–1969), deutscher Politiker (SPD), Mitglied des Abgeordnetenhauses von Berlin
- Erni Deutsch-Einöder (1917–1997), deutsche Autorin
- Ernst Deutsch (1865–1943), deutscher völkisch-nationaler Publizist, siehe Heinrich Pudor
- Ernst Deutsch (1890–1969), österreichischer Schauspieler
- Ernst Deutsch (1906–1994), französischer Filmregisseur, siehe Richard Pottier
- Ernst Deutsch (Geophysiker) (Ernst Robert Deutsch, 1924–2000), deutsch-kanadischer Geophysiker, Memorial University of Newfoundland
- Ernst Deutsch-Dryden (1887–1938), österreichischer Kostümbildner, Gebrauchsgrafiker und Plakatkünstler
- Erwin Deutsch (Mediziner) (1917–1992), österreichischer Mediziner und Hochschullehrer in Wien
- Erwin Deutsch (Jurist) (1929–2016), deutscher Zivil- und Medizinrechtler
- Eugen Deutsch (1907–1945), deutscher Gewichtheber
- Evelyn Deutsch-Schreiner (* 1955), österreichische Theaterwissenschaftlerin, Dramaturgin und Hochschullehrerin

### F
- Felix Deutsch (1858–1928), deutscher Industrieller
- Felix Deutsch (Mediziner) (1884–1964), österreichisch-amerikanischer Psychiater und Psychoanalytiker
- Fibo Deutsch (* 1940), Schweizer Journalist
- Franz Deutsch (1928–2011), österreichischer Radrennfahrer
- Friedrich Deutsch (Theologe) (1657–1709), deutscher Theologe
- Friedrich-Wilhelm Deutsch (Generalleutnant) (1892–1944), deutscher Generalleutnant der Wehrmacht
- Friedrich-Wilhelm Deutsch (1895–1945), deutscher Generalmajor der Luftwaffe
- Fritz Deutsch (1921–1990), deutscher Gold- und Silberschmied

### G
- Gabriele Deutsch (* 1960), österreichische Schauspielerin
- Gabriele Deutsch (1962–1980), deutsches Mordopfer, siehe Denkmal für die Wiesn-Attentat-Opfer
- Gerti Deutsch (1908–1979), österreichische Fotografin und Fotojournalistin
- Gitta Deutsch (1924–1998), österreichische Schriftstellerin und literarische Übersetzerin
- Gotthard Deutsch (1859–1921), österreichischer Rabbiner
- Grete Deutsch, tschechoslowakische Tennisspielerin
- Gustav von Deutsch (1825–1878), deutscher Jurist und Offizier
- Gustav Deutsch (1952–2019), österreichischer Filmregisseur und Performancekünstler

### H
- Hans Deutsch (Rechtsanwalt) (1906–2002), österreichischer Rechtsanwalt
- Hans E. Deutsch (1927–2014), Schweizer Maler
- Harold C. Deutsch (1904–1995), US-amerikanischer Militärhistoriker
- Heinrich Deutsch (1925–2004), österreichischer Bildhauer
- Helen Deutsch (1906–1992), US-amerikanische Journalistin, Liedtexterin und Drehbuchautorin
- Helene Deutsch (1884–1982), österreichisch-US-amerikanische Psychoanalytikerin
- Helmut Deutsch (Pianist) (* 1945), österreichischer Pianist
- Helmut Deutsch (Organist) (* 1963), deutscher Organist
- Henry Deutsch de la Meurthe (1846–1919), französischer Industrieller
- Herbert Deutsch (1932–2022), US-amerikanischer Komponist
- Hermann Deutsch (1856–1932), deutscher Rabbiner
- Hilda Grossman Deutsch (1911–1991), US-amerikanische Bildhauerin, siehe Hilda Grossman Morris
- Hubert Deutsch (1925–2018), österreichischer Vizedirektor der Wiener Staatsoper

### I
- Isaak Deutsch (1884–1934), jiddischer Schauspieler und Theaterleiter

### J
- Jan-Georg Deutsch (1956–2016), deutscher Historiker
- Johann Deutsch (Politiker) (1932–1990), österreichischer Politiker (ÖVP)
- Johann Matthias Deutsch (1797–1858), deutscher Pfarrer und landwirtschaftlicher Reformer
- Johannes Deutsch (* 1960), österreichischer Maler, Grafiker und Medienkünstler
- John James Deutsch (1911–1976), kanadischer Ökonom
- Josef Deutsch (Politiker, 1890) (1890–1970), österreichischer Politiker (SPÖ), Nationalrat
- Josef Deutsch (Fußballspieler, 1895) (1895–1984), österreichischer Fußballspieler
- Josef Deutsch (Politiker, 1925) (1925–2016), österreichischer Politiker (SPÖ)
- Josef Deutsch (Fußballspieler, 1935) (* 1935), deutscher Fußballspieler
- Joseph Deutsch (1885–1966), deutscher Bibliothekar
- Judith Deutsch (1918–2004), österreichische Schwimmsportlerin
- Julia Deutsch (* 1994), österreichische Politikerin
- Julius Deutsch (1884–1968), österreichischer Politiker

### K
- Karl Deutsch (Mundartdichter) (1859–1923), österreichischer Mundartdichter
- Karl-Heinz Deutsch (* 1940), deutscher Bildhauer
- Karl W. Deutsch (1912–1992), deutsch-tschechisch-amerikanischer Politikwissenschaftler

### L
- L Peter Deutsch (Laurence Peter Deutsch; * 1946), US-amerikanischer Informatiker
- Lea Deutsch (1927–1943), kroatische Kinderschauspielerin und NS-Opfer
- Leo Deutsch (1855–1941), russischer Revolutionär, siehe Lew Grigorjewitsch Deitsch
- Leopold Deutsch (Schauspieler) (1853–1930), österreichischer Schauspieler
- Leopold Deutsch (Fußballspieler), österreichischer Fußballspieler
- Linda Deutsch (1943–2024), amerikanische Journalistin
- Lili Deutsch (1869–1940), deutsche Mäzenin
- Lorànt Deutsch (* 1975), französischer Schauspieler und Schriftsteller
- Lorenz Deutsch (* 1969), deutscher Politiker (FDP), MdL
- Ludwig Deutsch (1855–1935), Genremaler des Orientalismus

### M
- Maria Deutsch (1884–1973), österreichische Pädagogin und Politikerin
- Marianne Saxl-Deutsch (1885–1942), österreichische Malerin, Grafikerin und Kunstgewerblerin
- Marie Deutsch (1882–1969), tschechoslowakische Politikerin
- Marie-Theres Deutsch (* 1955), deutsche Architektin und Landschaftsplanerin
- Mark Deutsch, US-amerikanischer Jazzmusiker (Bass)
- Martin Deutsch (1917–2002), US-amerikanischer Physiker
- Max Deutsch, Geburtsname von Max Deri (1878–1938), österreichischer Kunsthistoriker und Psychologe
- Max Deutsch (1892–1982), französisch-österreichischer Komponist, Dirigent und Musikpädagoge
- Max Deutsch (Skisportler), österreichischer Skilangläufer und Skispringer
- Maxi Deutsch (* 1966), deutsche Synchronsprecherin
- Meta Deutsch (1891–1989), deutsche Grafikerin und Plexiglasradiererin
- Michel Deutsch (Bildhauer) (1837–1905), luxemburgischer Bildhauer
- Michel Deutsch (Mediziner) (1868–1953), französischer Arzt, Philanthrop, Dichter und Dramatiker
- Michel Deutsch (Übersetzer) (1924–1996), französischer Übersetzer
- Michel Deutsch (Schriftsteller) (* 1948), französischer Schriftsteller, Übersetzer und Theaterproduzent
- Moritz Deutsch (Maler) (1815–1882), österreichisch-ungarischer Maler
- Moritz Deutsch (Chasan) (1818–1892), deutscher Kantor und Komponist
- Morton Deutsch (1920–2017), US-amerikanischer Sozialpsychologe

### N
- Nick Deutsch (* 1972), australischer Oboist und Hochschullehrer
- Niklaus Manuel Deutsch, siehe Niklaus Manuel (1484–1530), Schweizer Maler, Grafiker und Dichter

### O
- Oscar Deutsch (1893–1941), britischer Kinobetreiber
- Oskar Deutsch (* 1963), österreichischer Unternehmer und jüdischer Funktionär
- Ottmar Deutsch (* 1941), tschechoslowakischer Fußballspieler
- Otto Erich Deutsch (1883–1967), österreichischer Musikwissenschaftler
- Otto Erich Deutsch (1894–1983), österreichisch-britischer Journalist und Schriftsteller, siehe Oswald Dutch

### P
- Paul Deutsch (Journalist) (1873–1958), österreichischer Journalist
- Paul Deutsch (Ökonom) (1901–1977), deutscher Wirtschaftswissenschaftler und Hochschullehrer
- Paul Ernst Deutsch (1917–2004), österreichischer Publizist und Theaterdirektor, siehe Paul Patera
- Pauline Deutsch (* 2004), deutsche Fußballspielerin
- Peter Deutsch (Komponist) (1901–1965), deutsch-dänischer Komponist
- Peter Deutsch (Regisseur) (* 1939), deutscher Regisseur
- Peter Deutsch (Leichtathlet) (* 1968), ungarischer Hochspringer
- Peter R. Deutsch (* 1957), US-amerikanischer Politiker

### R
- Regine Deutsch (1860–nach 1935), deutsche Politikerin und Autorin
- Robert Deutsch (Rabbiner) (1956–2015), ungarischer Oberrabbiner
- Robert Deutsch (Archäologe) (* 1951), israelischer Archäologe, Epigraphiker, Numismatiker und Antiquitätenhändler
- Rudolf von Deutsch (1835–1921), russisch-deutscher Maler
- Rudolf Deutsch (Physiker) (* 1931), Physiker
- Ruth Deutsch Lechuga (1920–2004), österreichische Ärztin, Anthropologin und Fotografin

### S
- Siegfried Deutsch (1893–1968), österreichischer Sportfunktionär
- Siegmund Deutsch (1864–1942), deutscher Bauingenieur und Professor
- Simon Deutsch (1822–1877), österreichischer Revolutionär
- Sonja Deutsch (* 1937), deutsche Schauspielerin
- Stephen Deutsch (Komponist) (* 1945), US-amerikanischer Komponist und Hochschullehrer
- Stephen Deutsch (Produzent) (* 1946), US-amerikanischer Filmproduzent

### T
- Tamás Deutsch (Politiker) (* 1966), ungarischer Politiker
- Tamás Deutsch (Schwimmer) (* 1969), ungarischer Schwimmer
- Therese Deutsch (1870–nach 1932), deutsche Politikerin (DNVP)
- Thomas F. Deutsch (1932–2006), US-amerikanischer Physiker
- Toni Deutsch (* 1987), deutscher Schauspieler

### V
- Volker Deutsch (1929–2012), deutscher Jurist

### W
- Walter Deutsch (1923–2025), österreichischer Musikwissenschaftler
- Werner Deutsch (1947–2010), deutscher Psychologe und Hochschullehrer
- Werner A. Deutsch (* 1942), österreichischer Psychoakustiker
- Wilhelm Deutsch (1877–1956), deutscher Politiker
- Wolfgang Deutsch (1925–2015), deutscher Kunsthistoriker